# Estadio Universitario BUAP
Az Estadio Universitario BUAP egy labdarúgó-stadion a mexikói Puebla városában, a Lobos de la BUAP csapat otthona.

## Története
A stadion építése az 1990-es évek elején kezdődött, de elakadt, és csak 2011-ben indult újra. Ekkortól kezdve Puebla állam támogatásával négy hónap alatt befejeződtek a munkálatok, 2012. január 13-án pedig fel is avatták. Az ünnepségen, ahol részt vett a mexikói labdarúgó-válogatott szövetségi kapitánya, José Manuel de la Torre és a Mexikói labdarúgó-szövetség főtitkára, Decio de María is, koncertet adott Yuri és a La Original Banda Limón is.

## Az épület
A komplexum teljes területe 75 047 m², ebből 23 300 tartozik az épülethez, amely körül egy 2021 férőhelyes, 24 378 m²-es parkoló is kiépült. A füves borítású pálya 7720 m² területű, az atlétikai pálya 4423 m²-es, és teljes mértékben megfelel a Nemzetközi Atlétikai Szövetség előírásainak, így akár olimpiai versenyek megrendezésére is alkalmas. A lelátókat eredetileg 15 000 fő befogadóképességűre tervezték, de később, például hogy később akár első osztályú csapatnak is otthont adhasson a stadion, a terveket módosították, így végül több mint 20 000 férőhelyes lett. Világítását négy, 30 magas oszlop biztosítja, amelyeken egyenként 26 világítótestet helyeztek el.